# Šancův rybník
Šancův rybník je malý rybník o rozloze vodní plochy 0,6 ha nalézající se na severním okraji  obce Kozašice v okrese Pardubice nad bývalým mlýnem, o kterém jsou první záznamy již z konce 13. století. Rybník je využíván pro chov ryb.

## Galerie

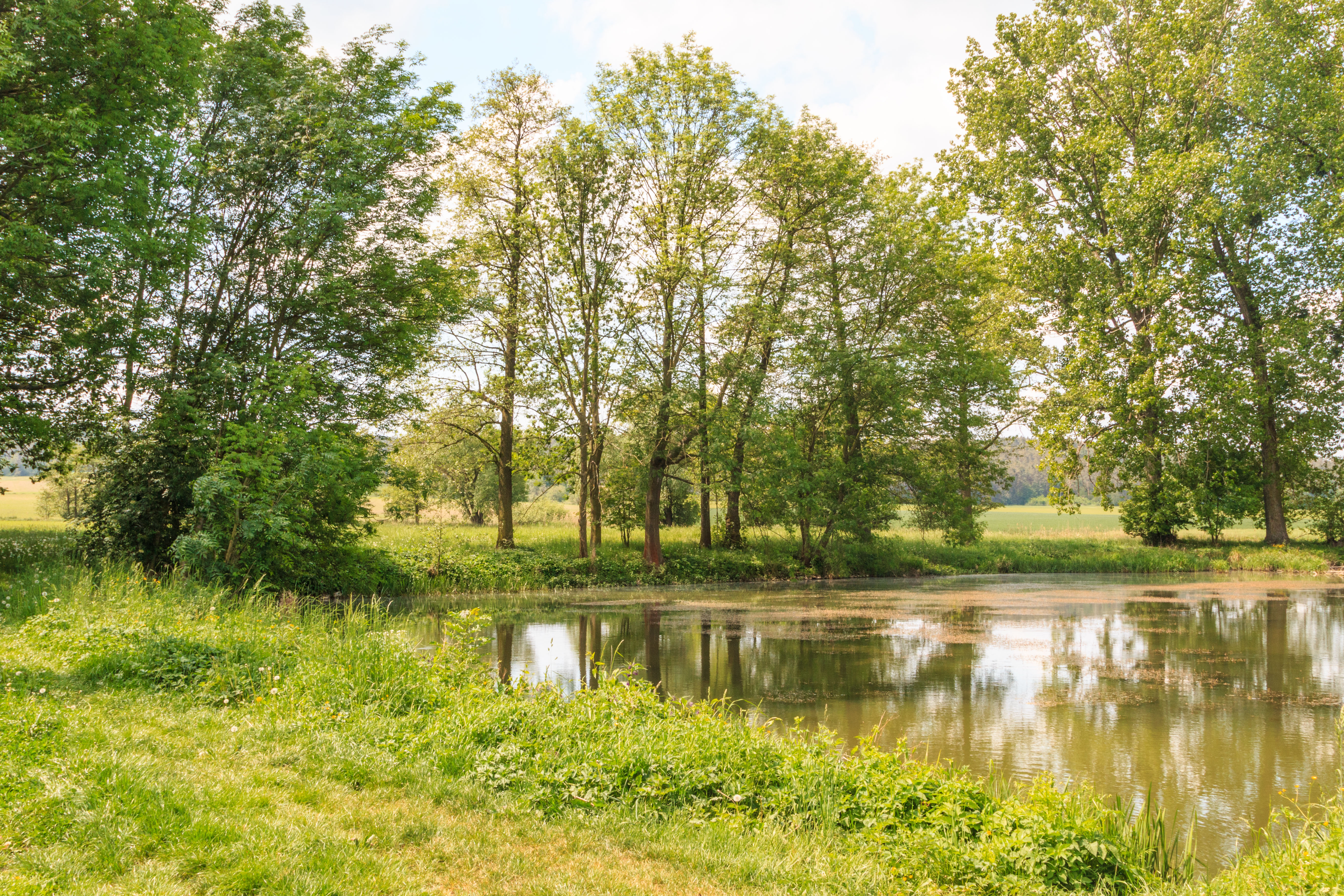
pohled na Šancův rybník v Kozašicích
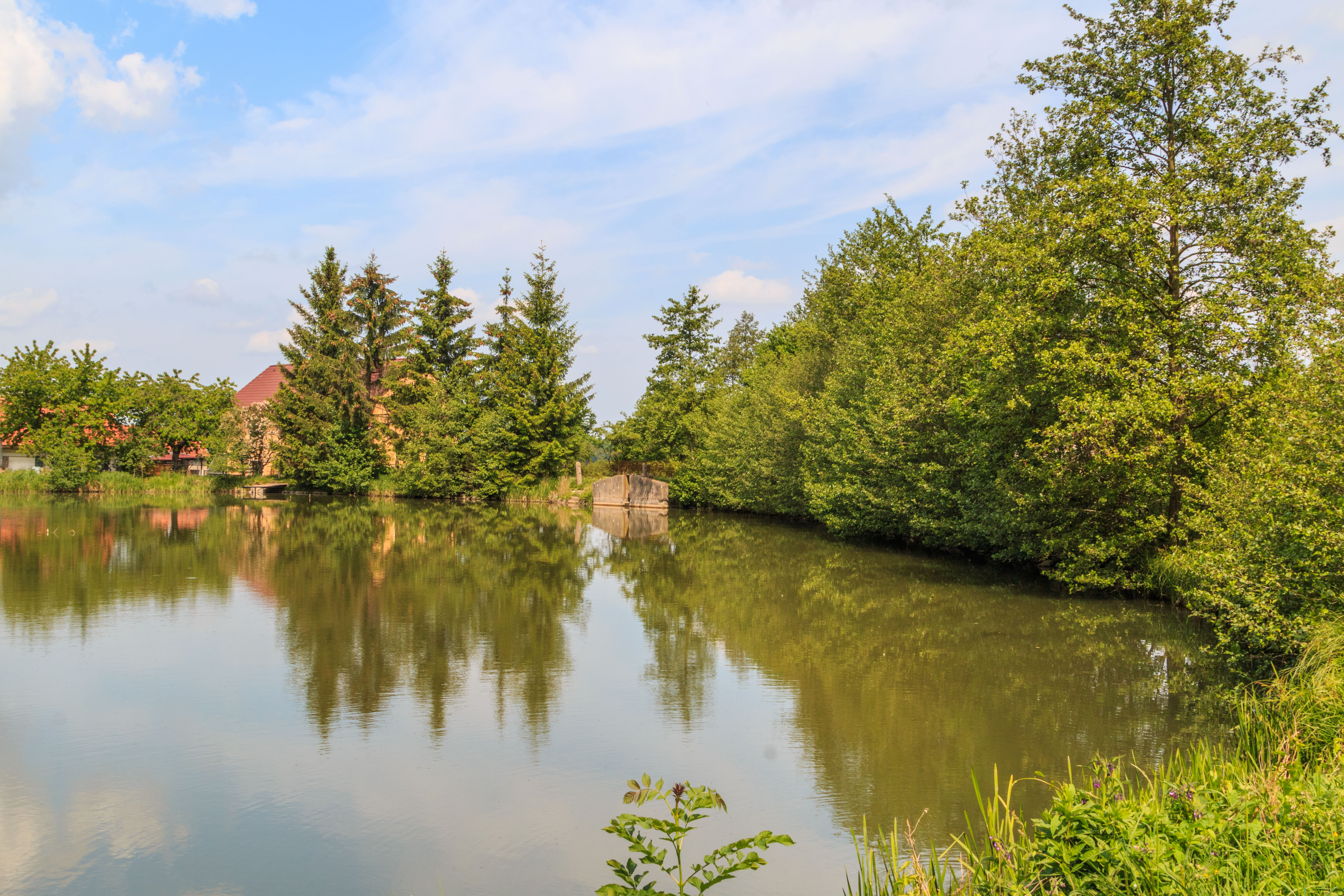
pohled na Šancův rybník v Kozašicích
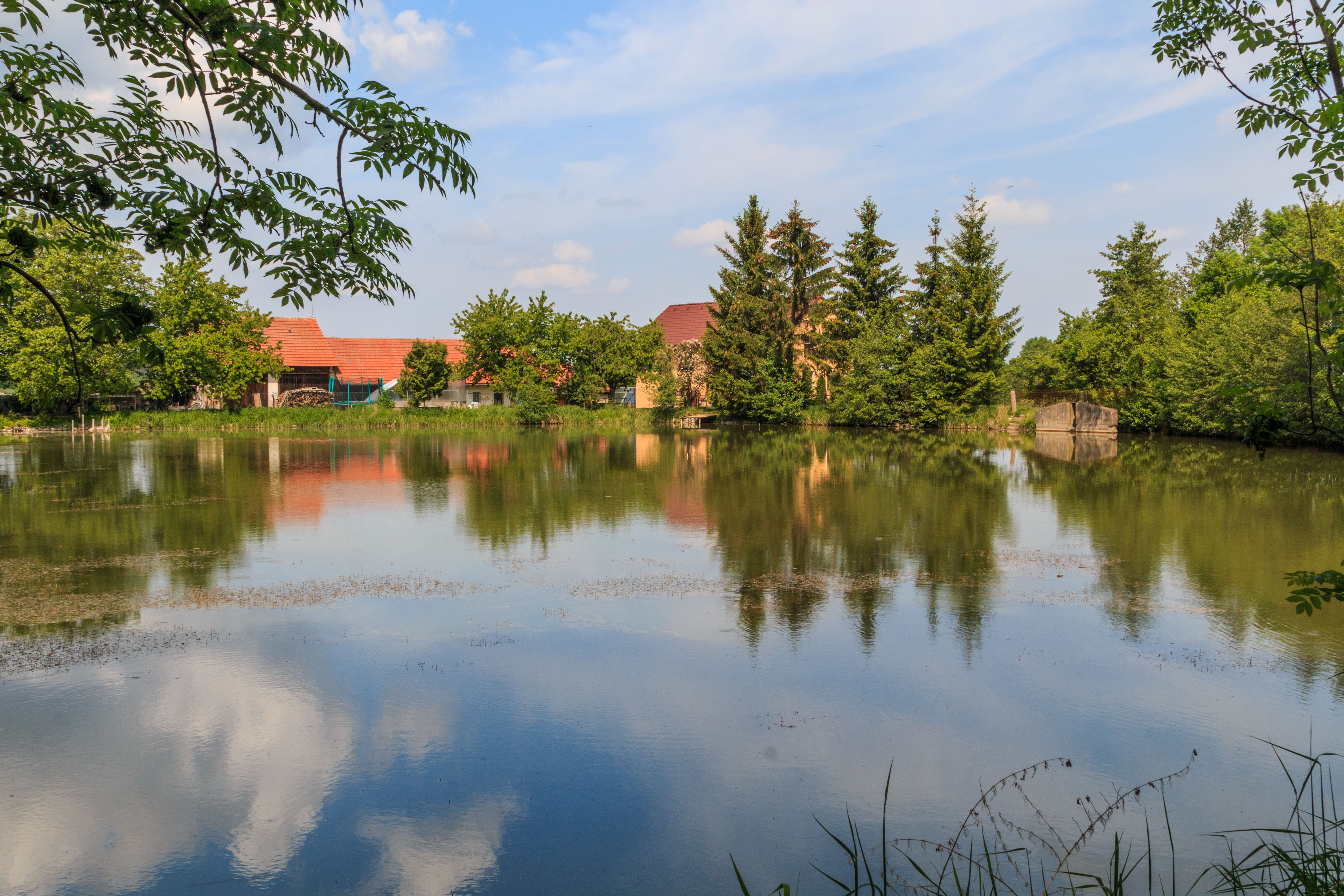
pohled na Šancův rybník v Kozašicích
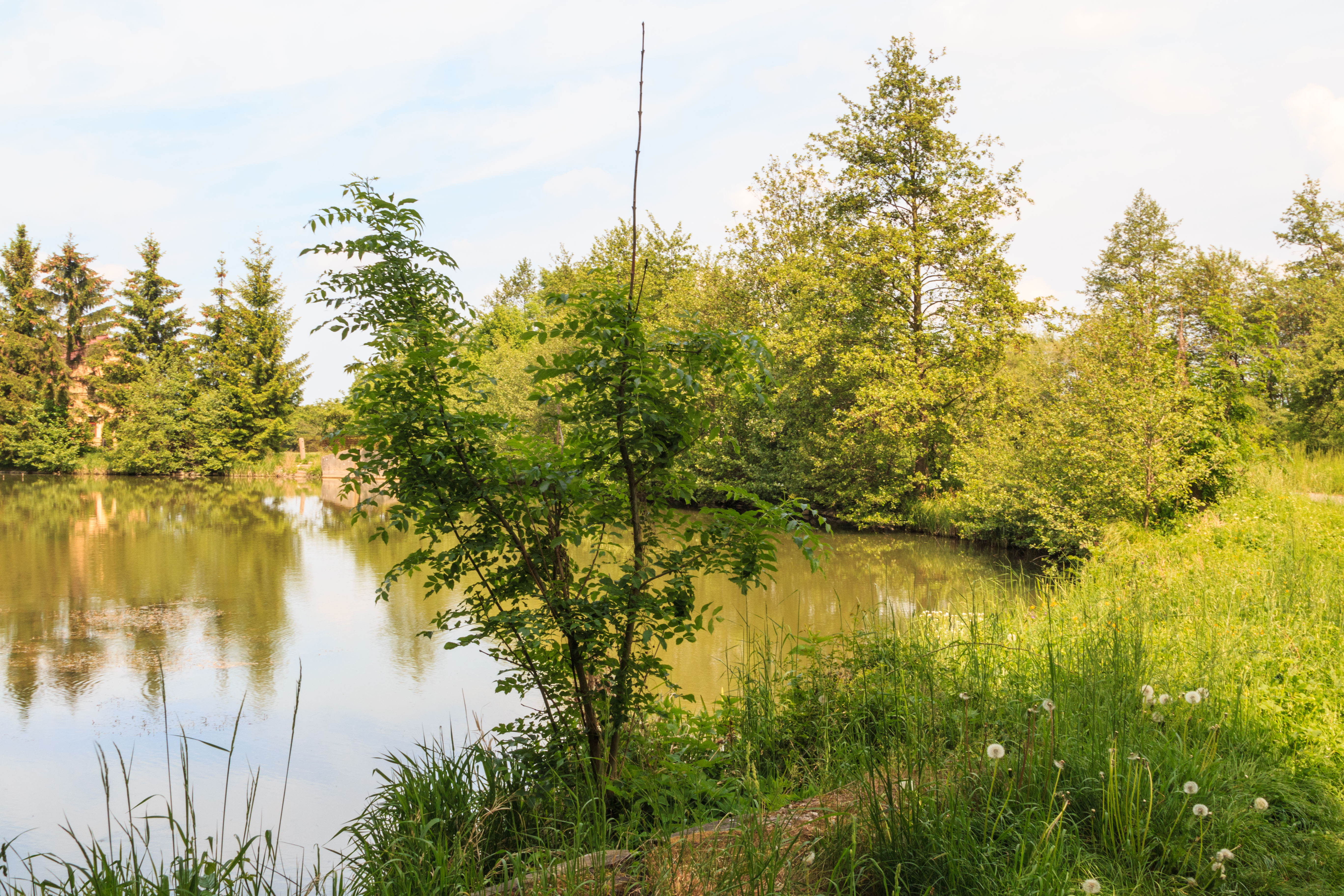
pohled na Šancův rybník v Kozašicích